# توبوليف تو-80
توبوليف تو-80 هي نموذج تجريبي لقاذفة قنابل سوفيتية، وهي نمذج ذو مدا أطول من القاذفة السابقة توبوليف تو-4 وبدء العمل بها بعد الحرب العالمية الثانية. تم إلغاء المشروع عام 1949 من أجل إفساح المجال لمشروع توبوليف تو-85 التي قدمت مدى طيران أطول. استخدم نموذج الطائرة في عدد من التجارب قبل أن يتم استخدامه كهدف.

## المواصفات
الخصائص العامة
- الطول:  ()
- باع الجناح:  ()
- الارتفاع:  ()

الأداء